# (73526) 2003 NU
2003 أن يو (ويعرف أيضًا باسم (73526) 2003 أن يو وفق تسمية الكوكب الصغير) (بالإنجليزية: 2003 NU)‏ هو كويكب ضمن حزام الكويكبات؛ وترتيبه 73526 من حيث الاكتشاف.
اكتُشف هذا الجُرم الفلكي بواسطة تعقب الأجرام القريبة من الأرض في 1 يوليو 2003.

## وصلات خارجية
- (73526) 2003 NU في قاعدة بيانات مختبر الدفع النفاث لأجرام النظام الشمسي الصغيرة

- الاكتشاف · مخطط المدار ·  العناصر المدارية · المعلمات المادية

- (73526) 2003 NU على موقع ويكي سكاي: DSS2, SDSS, GALEX, IRAS, Hydrogen α, X-Ray, Astrophoto, Sky Map, Articles and images